# Château de Hautefort
Cet article concerne le château du département de la Dordogne. Pour le château du département de l'Isère, voir Château de Hautefort (Isère).
Le château de Hautefort est un château, situé sur la commune de Hautefort, en Périgord noir, dans le département français de la Dordogne en région Nouvelle-Aquitaine.
Propriété historique de la famille de Born-Hautefort éteinte dans la famille de Gontaut-Hautefort, le château est classé au titre des monuments historiques.

## Principaux propriétaires
De 1160 à 1398, le château est resté dans la famille de Born-Hautefort. Puis à partir de 1398, et jusqu'en 1887, la maison de Gontaut-Hautefort en fut propriétaire.

## Héraldique
Pierre II de Gontaut épouse Marguerite de Born en 1303. Ils portent les armes Gontaut. Leurs enfants font de même. Leur petit-fils Hélie de Gontaut, seigneur de Hautefort (mort en 1420) épouse Mathe [et non Marthe] de Born, dame de Hautefort, en 1383. Ils écartèlent les armes des Gontaut (écartelé d'or et de gueules ; écu en bannière) avec celles des Hautefort : d'or à 3 forces de sable (écu en bannière). Leur postérité substitua par la suite ses noms et armes à ceux de Hautefort (écu en bannière également).

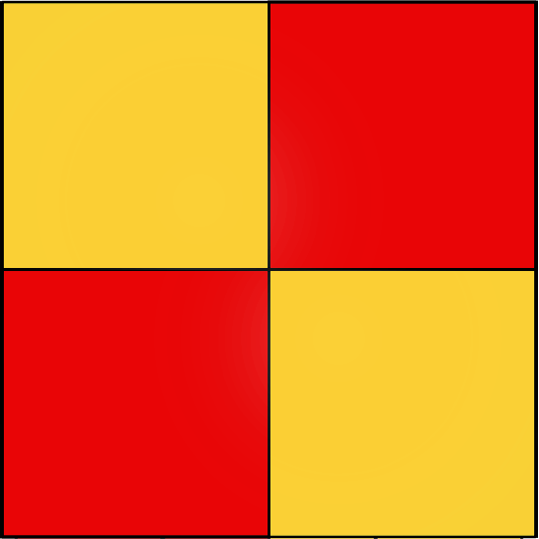
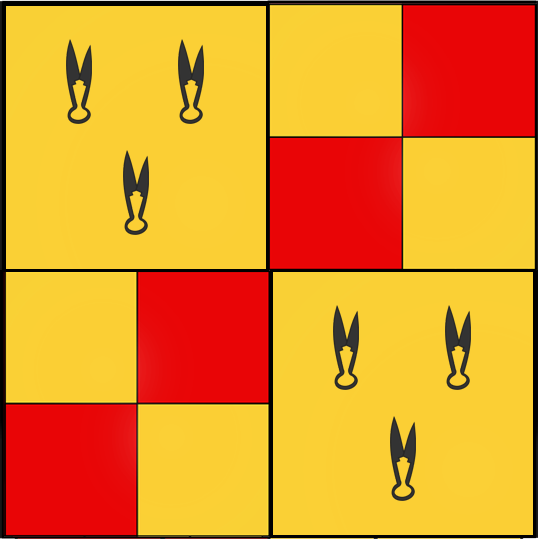
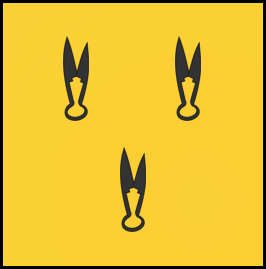

## Historique
Le château est situé sur un éperon rocheux qui domine la commune et le village de Hautefort. Créé sur une période allant de la fin du XVIe siècle à la fin du XVIIe siècle sur les bases d'un ancien château-fort, son architecture évoque nettement les châteaux de la Loire. C'est l'un des rares édifices classiques de la Dordogne.
Il est construit à partir du XVIe siècle sous la direction des architectes Nicolas Rambourg puis Jacques Maigret, pour une branche de la maison de Gontaut, les marquis de Hautefort, proches du roi et ayant des charges importantes à la Cour. La famille de Gontaut-Hautefort est très appréciée des populations locales pour sa générosité envers les pauvres. Le marquis Jacques-François de Hautefort fera édifier dans le village un hospice en forme de croix grecque, du même style architectural que le château avec sa grande coupole centrale. À la Révolution, le château et la famille sont défendus par les habitants de Hautefort. Une troupe conventionnelle venue d'Excideuil projetant de le détruire en tant que symbole de la féodalité d'Ancien Régime, les habitants du village font fondre leurs cuivres pour en faire des armes et sauvent leur château de la destruction.
Au début du XXe siècle, le château était tombé en piteux état, il avait perdu son mobilier, toutes ses boiseries et jusqu'à ses parquets. Après avoir été racheté en 1929 par le baron et la baronne de Bastard, il est entièrement restauré et remeublé par les nouveaux propriétaires. La baronne poursuit seule les travaux après la mort du baron en 1957, et ne peut s'installer au château qu'en 1966, pour deux ans. Le 30 août 1968, le corps de logis central du château est détruit par un incendie. Il n'en reste plus que les murs extérieurs profondément calcinés. Un élan de générosité national et, surtout, celui de la population des environs, très attachée au château, ainsi que le soutien de personnalités, poussent la baronne à entreprendre la reconstruction. Il est alors restauré une deuxième fois par madame de Bastard qui, jusqu'à son décès en 1999, aura voué sa vie entière à la sauvegarde du château, engageant sa fortune personnelle et vendant ses œuvres d'art pour réunir les fonds nécessaires à la reconstruction.
Les façades et les charpentes sont reconstruites, ainsi que les plafonds, les décors et les pièces qui sont restaurés et restitués à l'identique à partir de photos. Le château est entièrement remeublé. Les boiseries du château de Kerlaudy, demeure léonaise du gouverneur des Mascareignes laissée à l'abandon, sont récupérées. La baronne de Bastard s'installe à nouveau dans le château en 1977 et l'ouvre à la visite.
En 1984, elle crée la Fondation du château de Hautefort à laquelle elle fait donation du bâtiment et de son immense domaine, ainsi que de son mobilier et tout son contenu. Aujourd'hui, la partie des intérieurs qui n'est pas ouverte à la visite est toujours en cours de restauration.
Des jardins à la française, reconstitués par le baron et la baronne de Bastard, s'étendent en terrasse tout autour du château, répartis en parterres de broderies de buis fleuris. Ils sont classés monuments historiques. Un parc à l'anglaise s'étend sur 30 hectares, sur la colline à l'ouest du château.

### Chronologie

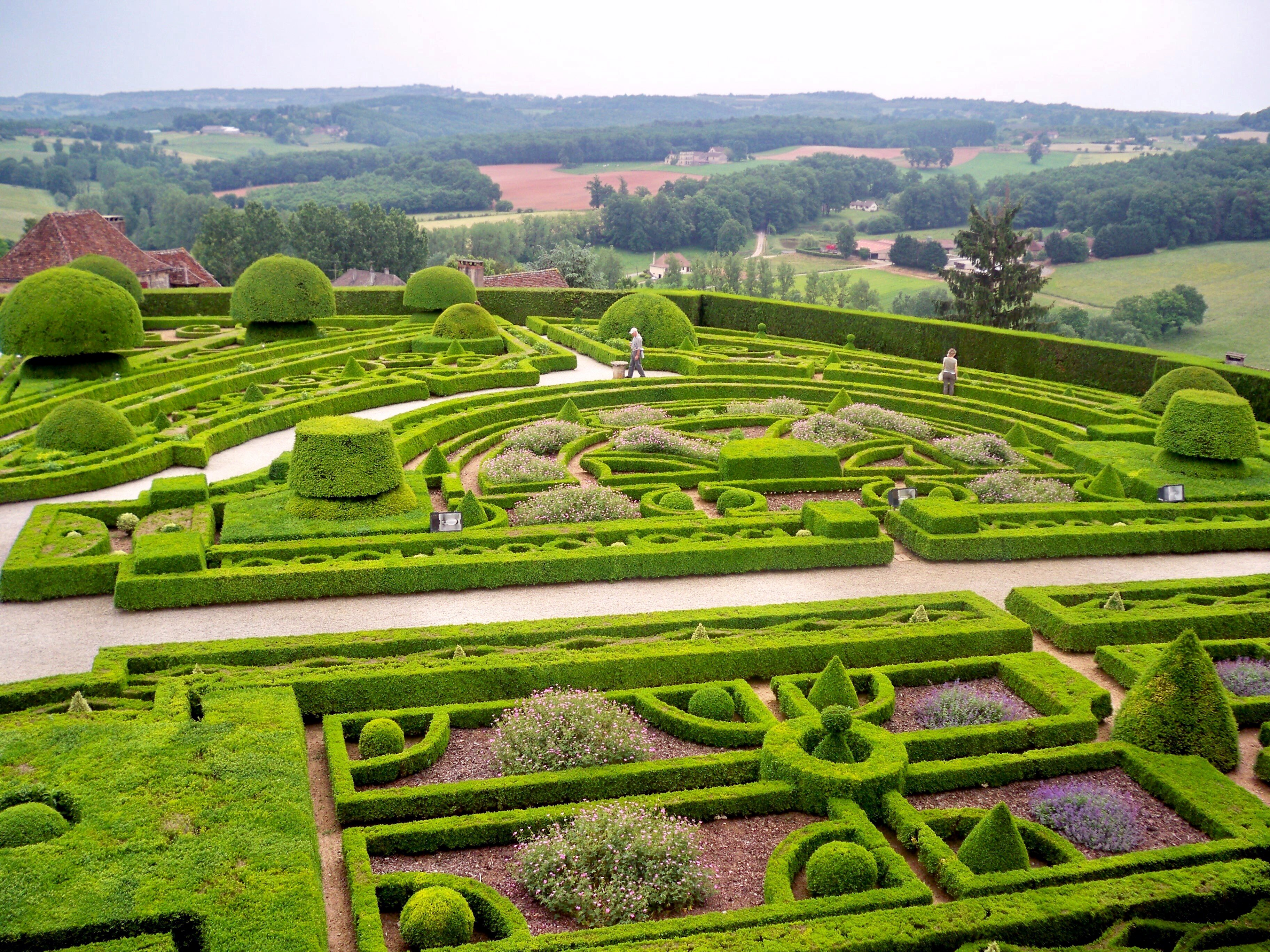
Les jardins du château de Hautefort : broderies de buis.

- IXe siècle, une forteresse des vicomtes de Limoges est mentionnée sur le site. Ces vicomtes résident au château d'Excideuil.
- Vers 1010, Guy de Lastours bat le seigneur de Hautefort aux champs d'Arnac au cours de la lutte opposant le comte de Périgord et le vicomte de Limoges.
- En 1026, Guy de Lastours construit le château de Pompadour.
- En 1028, dédicace par l'évêque de Limoges de la chapelle d'Arnac dédiée à saint Martial construite par Gui de Lastours.
- En 1030, la forteresse devient la propriété de Guy de Lastours, dit Tête-Noire, à la suite de sa victoire sur le seigneur de Hautefort et d'une alliance entre les deux familles.
- En 1046, mort de Guy de Lastours. Sa fille unique Aloarz ayant épousé Aymar de Léron ou de Laron, celui-ci hérite des terres de son beau-père et reprend le nom de Lastours.
- En 1096, Gouffier (ou Gulphérius), arrière-petit-fils de Guy de Lastours, conduit avec Raymond de Turenne la noblesse du Limousin à la première croisade lors de laquelle il deviendra célèbre par son courage.
- En 1160, Agnès de Lastours, arrière-petite-fille de Golfier de Lastours, descendant de Guy de Lastours, épouse Constantin de Born, frère du troubadour Bertran de Born. Bertran de Born va alors épouser Hermangarde, tante d'Agnès de Lastours.

Les deux frères vont se disputer le château. Pour ce faire ils vont chercher des alliances et vont trouver des appuis dans la famille des Plantagenêt. En effet Henri le Jeune, fils aîné du roi Henri II, reproche à son père d'avoir transmis à son frère cadet Richard Cœur de Lion le duché d'Aquitaine : 
Constantin de Born s'allie avec Henri II Plantagenêt, roi d'Angleterre, et son fils Richard Cœur de Lion, duc d'Aquitaine, Bertran de Born [†1215] s'allie avec le fils aîné d'Henri II, Henri le Jeune. Bertran de Born est un homme passionné et belliqueux comme le montrent ses vers : 
« Et j'ai grande allégresse 

Quand je vois en campagne rangés 

Chevaliers et chevaux armés. »
- En 1182, Constantin de Born, premier occupant du château, en est chassé par son frère.
- En 1183, mort d'Henri le Jeune, qui venait de piller l'abbaye de Rocamadour, à Martel (Lot). Richard Cœur de Lion assiège le château, le prend en faisant prisonnier Bertran de Born et le détruit. Bertran de Born obtient sa liberté et la restitution du château par Henri II en pleurant la mort de son fils Henri le Jeune. Il se reconnaît alors le vassal du roi d'Angleterre.
- À partir de 1184, Bertan de Born relève le château. Son frère Constantin chassé de son héritage, abandonne le nom de Born pour prendre celui de Lastours. Il saccage le château familial de Born, propriété de son frère.
- En 1194, Bertran se retire à l'abbaye cistercienne de Dalon. Il y retrouvera le troubadour Bernard de Ventadour en 1197.
- Vers 1215, mort de Bertran de Born. Dante le placera dans l'Enfer de sa Divine Comédie.
- En 1355, le château est occupé par les Anglais.
- En 1388, le château est la propriété de Mathe de Born-Hautefort et de son mari Hélie de Gontaut. Leurs fils Jean, puis Antoine [†1470], prennent le nom d'Hautefort. Ce dernier fonde la famille de ce nom : Jean I, puis Jean II gouverneur du Périgord et du Limousin, enfin Edme qui prendra le parti de la Sainte Ligue contre les armées du futur roi Henri IV pendant les guerres de religion (il mourra au siège de Pontoise en 1589) et Gilbert.
- En 1406, le château redevient français.
- Le 31 août 1488, Gabrielle de Hautefort, fille d'Antoine de Hautefort et de Marguerite d'Abzac, épouse Jean de Saint-Astier, seigneur du Lieu-Dieu et maître d'hôtel de Jeanne de Bretagne[4].
- En 1588, pendant les guerres de religion, le château est une place forte catholique. Aménagement d'un châtelet d'entrée avec deux échauguettes crénelées précédé d'un pont-levis. Il semble que ce travail ait été fait par Nicolas Rambourg. À la même période cet architecte travaille au châtelet du château d'Excideuil.
- Vers 1600, les guerres de religion étant terminées, François de Hautefort décide de reconstruire son château pour le mettre au goût du jour.
- En 1614, Marie de Médicis, régente du royaume pour son fils Louis XIII érige le domaine en marquisat au profit de François de Hautefort, fils de Gilbert. Il avait épousé Louise des Cars dont le père possédait le château d'Excideuil.
- En 1633, Nicolas Rambourg est appelé à 75 ans par Jacques-François d'Hautefort pour transformer le château. La tour sud-ouest du château est conservée.
- En 1640, mort de François de Hautefort 1er marquis, à l'âge de 92 ans (1547-1640). Il avait servi sous cinq rois. Son fils Charles-François étant mort en 1616, c'est son petit-fils Jacques-François de Hautefort, déjà marquis, ayant été émancipé par son grand-père, qui lui succède et les travaux reprennent au château. Sa sœur, Marie de Hautefort fut une favorite du Roi Louis XIII.
- En 1649, mort de l'architecte Nicolas Rambourg à Hautefort.

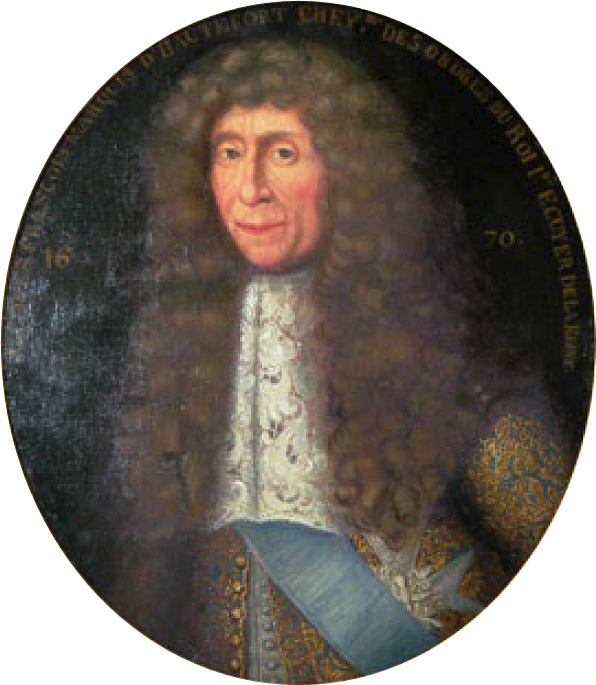
Jacques François de Hautefort, 2e marquis de Hautefort (1609-1680).

- Jacques François de Hautefort, 2e marquis de Hautefort (1609-1680).En 1651, la nouvelle chapelle du château est consacrée. Les travaux s'arrêtent et le château subit une période d'abandon.
- En 1669, Jacques-François de Hautefort fait reprendre les travaux du château sous la direction de l'architecte parisien Jacques Maigret. Jacques Maigret est aussi l'architecte de l'ancien hospice, dit aussi hôtel-Dieu ou hôpital d'Hautefort, fondé par le même marquis pour le soin des pauvres.
- En 1670, construction de la seconde tour de l'aile orientale du château en symétrie de celle déjà existante. La chapelle est déplacée dans cette tour.

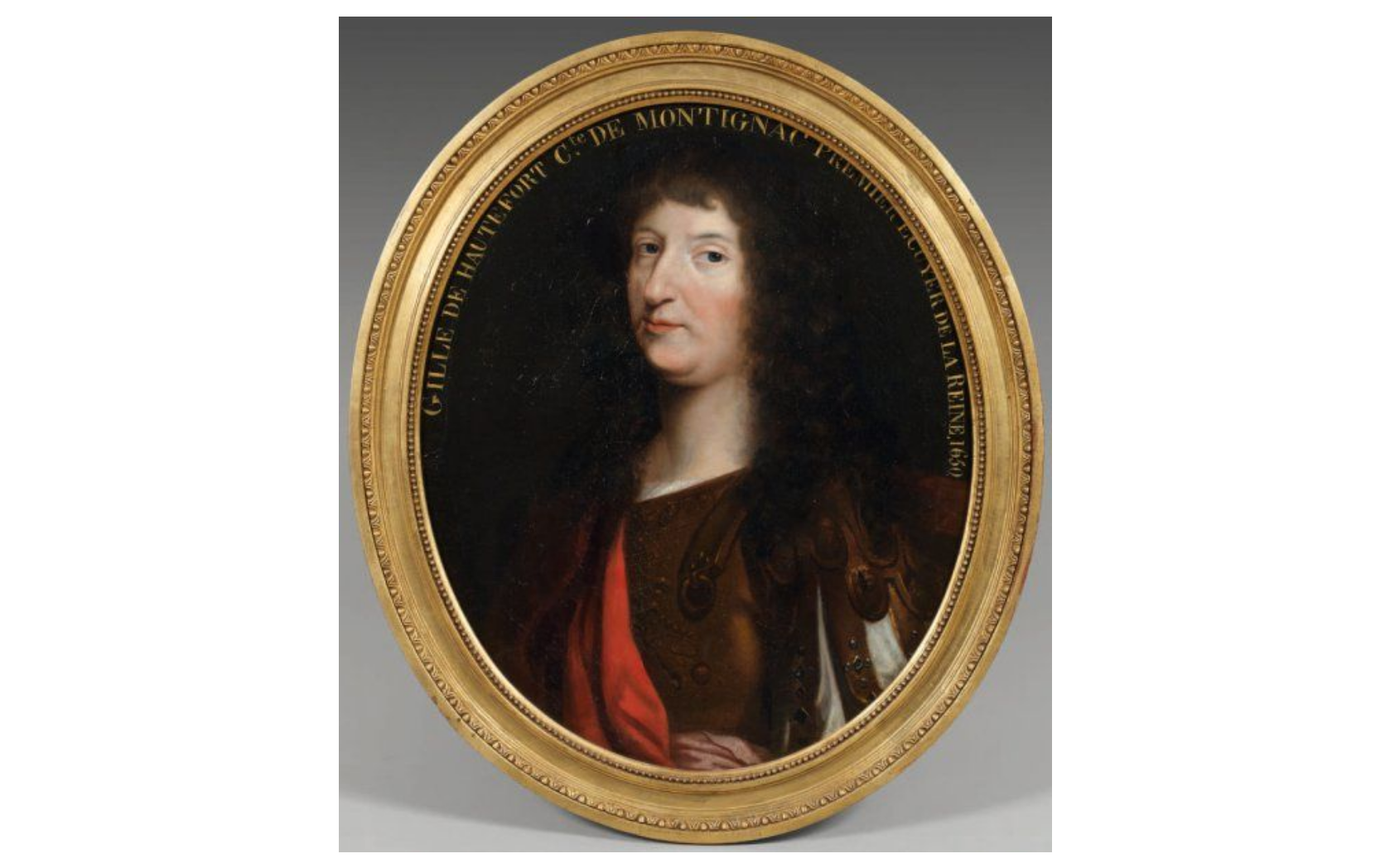
Gilles de Hautefort, comte de Montignac, 3e marquis de Hautefort (1612-1693)

- Gilles de Hautefort, comte de Montignac, 3e marquis de Hautefort (1612-1693)En 1680, mort de Jacques-François, 2e marquis de Hautefort (1610-1680), qui a transformé le château et construit l'hospice-hôpital pour les pauvres, fondé une communauté de prêtres, installé des religieuses sur ses terres de Montignac. Généreux pour le château qu'il devrait transmettre, bienfaiteur des pauvres et de l'Église, il était très économe pour lui-même, ce qui l'a injustement fait traiter d'avare à la cour. Ne s'étant jamais marié, c'est son frère Gilles de Hautefort (1612 - 1693), époux de Marthe d'Estourmel de Surville, qui continue la lignée et devient le 3e marquis de Hautefort. Tous deux ont au moins quinze enfants, dont le 4e marquis François-Marie de Hautefort (1654-1727) , époux de Marie-Françoise-Hélie, † 1726, marquise de Pompadour, fille du marquis Jean-Hélie de Pompadour et de Marie vicomtesse de Rochechouart-Pontville.
- En 1695, fin de l'aménagement du château par Jacques Maigret qui a fait construire l'escalier d'honneur en s'inspirant de l'escalier des Ambassadeurs de Versailles.

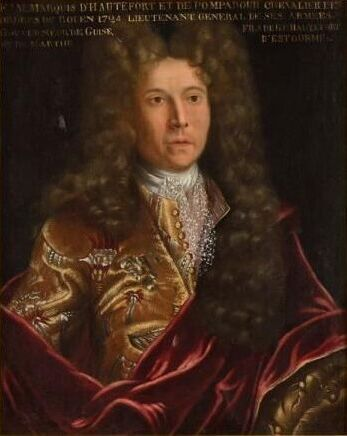
François Marie de Hautefort, 4e marquis de Hautefort (1654-1727)

- François Marie de Hautefort, 4e marquis de Hautefort (1654-1727)En 1727, Emmanuel Dieudonné de Hautefort devient le 5e marquis de Hautefort. Neveu de François Marie de Hautefort, il est le fils de Louis-Charles de Hautefort, et d'Anne-Louise de Crevant d'Humières. En 1749, il est nommé ambassadeur du Roi Louis XV à Vienne, où il reste quatre ans. Sa seconde épouse Françoise-Claire d'Harcourt y meurt en 1751, année où il est fait chevalier des ordres du Roi. Leur fils Armand Charles Emmanuel n'avait que dix ans et le frère de celui-ci Abraham-Frédéric, trois. Emmanuel Dieudonné meurt à Paris en 1777[5].
- En 1792, le château est protégé par les habitants de Hautefort qui s'opposent aux sans-culottes d'Excideuil qui veulent le détruire. Le château servira un temps de prison.
- En 1793, Armand Charles Emmanuel, 6e marquis de Hautefort, vend le château et les terres à son jeune frère Abraham-Frédéric, comte d'Hautefort. Le château sort de la branche aînée pour entrer dans la branche cadette durant presque un siècle, jusqu'en 1890.
- En 1794, les nouveaux châtelains, le comte Abraham-Frédéric et son épouse, née Jeanne-Marie Bertrande d'Hautefort de Vaudre, sont arrêtés à Paris et condamnés à mort ; comme le marquis, arrêté lui aussi. Grâce à l'aide de la femme du médecin de la prison, ce dernier est transféré aux Écossais la veille de l'exécution. Le lendemain, on appelle trois Hautefort pour la guillotine. La comtesse a la présence d'esprit, pour sauver la vie de son beau-frère, de dire : on appelle trois personnes mais nous ne sommes que deux : on m'a comptée deux fois, mon nom de jeune fille étant aussi d'Hautefort. Cela passe. Les châtelains sont guillotinés le 7 juillet alors que le marquis a la vie sauve. Il aura descendance jusqu'à ce jour mais le château appartient désormais à un orphelin : Amédée d'Hautefort, âgé de 18 ans. Celui-ci partira un temps en émigration .
- En 1797 Amédée Louis Frédéric Emmanuel, comte de Hautefort, épouse Julie-Alix de Choiseul Praslin. Celle-ci meurt deux ans plus tard après avoir donné naissance à leur fille unique Sigismonde Charlotte d'Hautefort. Lui-même meurt dix ans plus tard le 17 avril 1809 à l'âge de trente-trois ans.
- Dès son arrivée en France en 1816, la duchesse de Berry eut comme dame de compagnie Adèle de Maillé La Tour Landry (1787-1850), comtesse d'Hautefort, qui à la suite de son arrestation à Nantes le 7 novembre 1832, partagea sa captivité à la citadelle de Blaye, pour la quitter en 1833 lors de son expulsion vers Palerme.

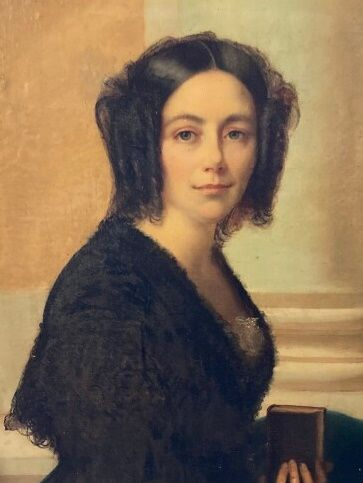
Charlotte de Hautefort (1799-1847), baronne de Damas

- Charlotte de Hautefort (1799-1847), baronne de DamasEn 1818, Sigismonde-Charlotte-Louise de Hautefort (1799-1847) épouse le baron Ange Hyacinthe Maxence de Damas, lieutenant général, pair de France, qui sera ministre de la Guerre de 1823 à 1824, puis ministre des Affaires étrangères de 1824 à 1828.
- En 1830, lorsque le baron de Damas suit le Roi Charles X en exil, son épouse s'installe à Hautefort avec leurs enfants, les élève et dirige leurs affaires jusqu'au retour du baron, en 1833. Tous deux ont dix enfants.
- En 1847, mort de Sigismonde Charlotte d'Hautefort, baronne de Damas[6].
- En 1850, un de leurs fils, nommé Maxence également, épouse Mademoiselle de La Panouse. Celle-ci meurt à Hautefort en 1851 avec l'enfant qu'elle porte.
- En 1856, Ange Hyacinthe Maxence, baron de Damas, cède Hautefort à son fils Maxence qui est appelé désormais comte de Damas d'Hautefort.
- En 1863 le comte se remarie avec Isabelle Deborah Young de Kletches.
- En 1874, vente du château à la criée, à Périgueux, moyennant 429 000 francs dont 60 000 pour le château. Mais la vente est annulée.
- En 1887, Maxence de Damas d'Hautefort teste et meurt sans descendance. Il est le dernier propriétaire du château descendant de la famille de Hautefort. Le château, transmis parfois par les femmes, reste dans la famille pendant plus de 800 ans.
- En 1890, le château est vendu à M. Bertrand Artigue, ingénieur qui a travaillé sur le chantier du canal de Panama. Il entreprend des travaux de restauration au château mais vend du mobilier et voudra raser l'hospice pour en construire un autre.
- En 1891, à la suite de la vente du château, le 9 mars les restes mortuaires des membres de la famille d'Hautefort sont transférés de la chapelle-église du château à la chapelle de l'hospice d'Hautefort. Le 11 mars, le monument de Sigismonde Charlotte l'est à son tour. Le 9 avril, alors qu'on a découvert au château un tombeau ignoré contenant des ossements très anciens des seigneurs dudit lieu, ils sont envoyés à la décharge. Quelques pieuses personnes, outrées, les ramènent et ils sont enterrés à leur tour à chapelle de l'hospice.
- En 1908, mort subite de Bertrand Artigue.
- En 1913, son frère et l'Académie des Jeux floraux de Toulouse, héritiers du château, le revendent à des marchands de biens, dépècent le château et vendent tout ce qu'il contient.
- En 1925, les marchands de biens dispersent les terres et dépècent le château.
- En 1929, le baron et la baronne de Bastard rachètent le château. Ils entreprennent sa restauration. Les travaux sont d'abord placés sous la surveillance de Charles Henri Besnard, architecte en chef des Monuments historiques, puis de Yves Marie Froidevaux.
- Entre 1939 et 1947, le château est occupé par le service des Beaux-Arts qui y entrepose les collections venant d'Alsace.
- En 1957, à la mort du baron Henry de Bastard, c'est la baronne de Bastard qui continue l'œuvre de restauration du château.
- En 1958, ouverture à la visite du château et des jardins.
- En 1965, les toitures sont refaites. Fin des travaux de restauration. Le château est remeublé.
- Dans la nuit du 30 au 31 août 1968, incendie du corps central du château, qui détruit en partie l'œuvre de restauration.
- En 1969, la baronne de Bastard, qui a épousé en secondes noces le général Durosoy, reprend le travail de restauration du château. Elle est aidée par des fonds levés par le soutien de la population du village, une souscription nationale et par le Service des Monuments historiques. La charpente du château est refaite en béton.
- 1984 : création de la Fondation du château de Hautefort à laquelle la baronne de Bastard fait don du château et des terres. La baronne de Bastard en assure la présidence. Elle décède en 1999. La donation initiale est complétée par celle de son neveu, Michel David-Weill, et son épouse.
- 19 mars 1990, La Fondation du château de Hautefort est reconnue d'utilité publique. Le transfert de la propriété du château est réalisé. Il est habité par la famille de Michel David-Weill, neveu de la baronne de Bastard, qui préside la fondation avec son épouse, Hélène David-Weill.
- Dans la nuit du 2 au 3 août 2013, un violent orage de grêle s'abat sur la région, causant de très importants dégâts aux bâtiments et aux cultures. Les toitures du château sont dégradées. Le chantier de restauration débute en juin 2014 et va s'étaler sur deux ans et demi, nécessitant le remplacement d'environ 60 000 ardoises (soit 40 à 50 % de la toiture originale) en provenance de Travassac par quatre à six artisans spécialisés[7].

### Classement

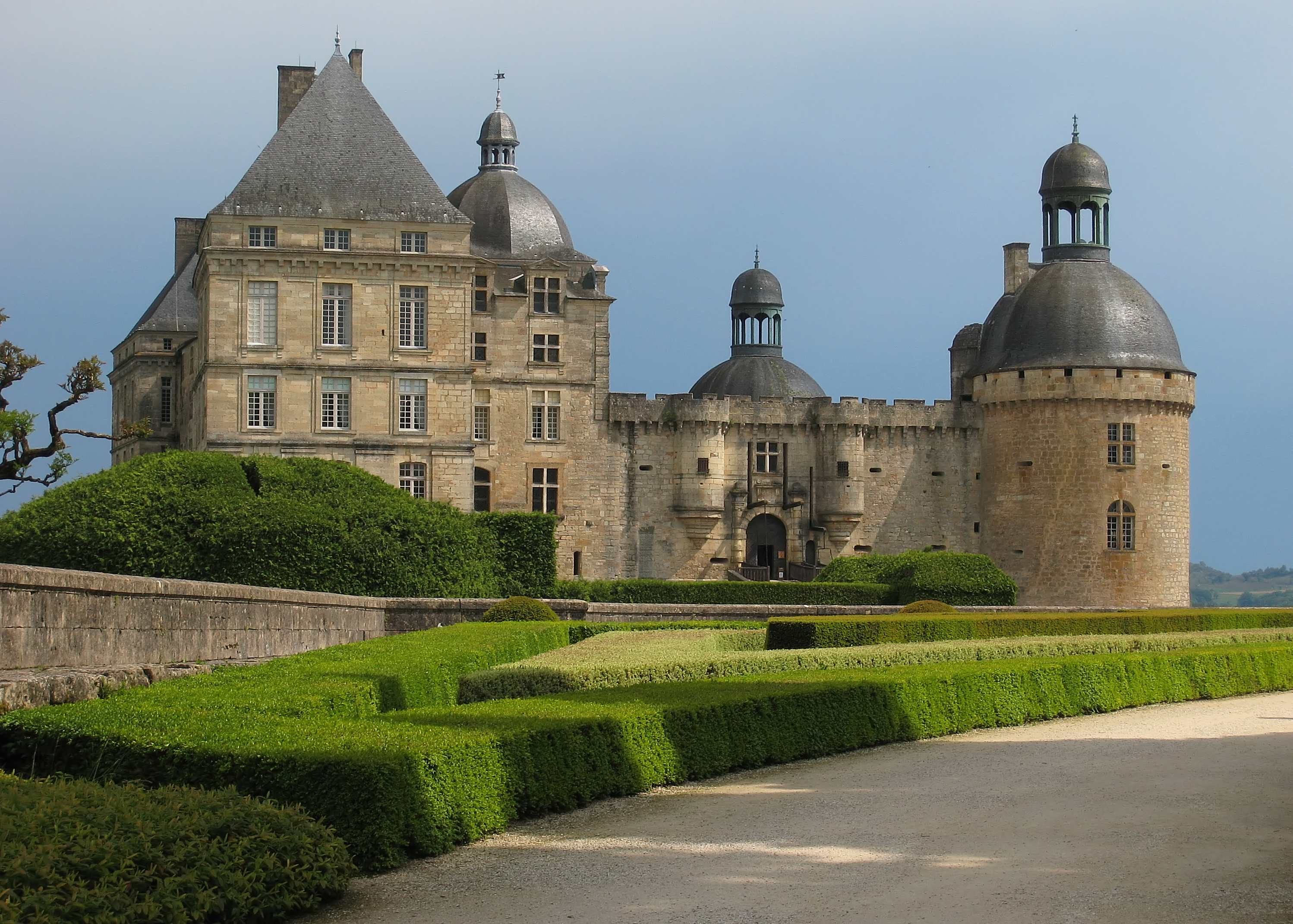
Vue de la façade Ouest du Château : Pont levis et entrée

Les façades et toitures, les douves et terrasses avec leurs murs de soubassement, le grand escalier, la galerie du rez-de-chaussée, le salon du premier étage et le petit salon contigu, la chapelle sont classés monuments historiques par arrêté du 31 octobre 1958.
Les terrasses et jardins entourant le château sont classés par arrêté du 31 décembre 1967.

## Tourisme
En 2022, le château a attiré 60 000 visiteurs.

## Le château et les arts

### Cinéma
Le château de Hautefort est un lieu fréquenté par les réalisateurs pour leurs films ou leurs fictions. Depuis les années 1960, plusieurs productions y ont été tournées, partiellement ou en totalité (les dates suivantes sont celles des sorties au cinéma ou à la télévision) :
- en 1960, Le Capitan, film d'André Hunebelle[10],[11] ;
- en 1962, Le Chevalier de Pardaillan, film de Bernard Borderie[12],[13] ;
- en 1966, Le Mystère des treize, ou L'Œil du Malin, film de J. Lee Thompson[14] ;
- en 1968, L'Instinct du bonheur, téléfilm d'Edmond Tyborowski[15] ;
- en 1978, Molière, film d'Ariane Mnouchkine[16],[15] ;
- en 1982, Elle voit des nains partout film de Jean-Claude Sussfeld[17] ;
- en 1985, Plenty, film de Fred Schepisi[14] ;
- en 1998, À tout jamais, une histoire de Cendrillon, film d'Andy Tennant[18],[15] ;
- en 2007, Jacquou le Croquant, film de Laurent Boutonnat[19] ;
- en 2008, Mittaï, film d'Anbu[15] ;
- en 2009, Cartouche, le brigand magnifique téléfilm d'Henri Helman[20] ;
- en 2010, Nicolas Le Floch, série télévisée, épisode La Larme de Varsovie réalisé par Nicolas Picard-Dreyfuss[15] ;
- en 2010, Un jour mon père viendra, film de Martin Valente[15] ;
- en 2011, Rani, série télévisée d'Arnaud Sélignac[15] ;
- en 2016, La Mort de Louis XIV, film d'Albert Serra[14].

### Philatélie
En 1969, les Postes et Télécommunications ont émis un timbre de 0,70 franc, gravé par Claude Durrens, représentant le château de Hautefort.